# Paweł Kontny
Paweł Kontny SChr (ur. 29 czerwca 1910 w Paprocanach, zm. 1 lutego 1945 w Lędzinach) – polski ksiądz Kościoła rzymskokatolickiego, członek Towarzystwa Chrystusowego; czasie II wojny światowej służył jako ksiądz w Lędzinach. 1 lutego 1945 roku został zabity przez żołnierzy radzieckich, chroniąc dwie dziewczyny przed porwaniem i zgwałceniem przez oficera radzieckiego. Sowieci zmusili mieszczan do pochowania zwłok Kontnego w miejscu, w którym zginął. Trzy dni później, po przesunięciu frontu na zachód, mieszczanie ekshumowali szczątki Kontnego i pochowali je na miejscowym cmentarzu. W Lędzinach nazwano ulice jego imieniem. Obecnie jest przygotowywany proces beatyfikacyjny.

## Wczesne lata
Paweł Kontny urodził się 29 czerwca 1910 roku w Paprocanach jako syn Jakuba i Jadwigi Kontnych. Po ukończeniu miejscowej szkoły podstawowej uczęszczał do gimnazjum w Mikołowie. Kłopoty finansowe rodziny sprawiły, że podczas wakacji musiał pracować. Pracował między innymi u ślusarza oraz w miejscowej kopalni węgla.

## Formacja seminaryjna
31 sierpnia 1932 roku Kontny wstąpił do nowicjatu nowo powstałego zakonu Towarzystwa Chrystusowego dla Polonii Zagranicznej. Do nowicjatu przyjął go założyciel zakonu, Czcigodny Sługa Boży August kard. Hlond. Po ukończeniu nowicjatu złożył pierwsze śluby zakonne 16 października 1933 r. Następnego dnia wraz z resztą kleryków Chrystusowców rozpoczął dwuletnie studia filozoficzne w Arcybiskupim Seminarium Duchownym w Gnieźnie. Ówczesny rektorem seminarium był bł. Michał Kozal. Po ukończeniu studiów filozoficznych Kontny rozpoczął czteroletni program teologiczny w Arcybiskupim Seminarium Duchownym w Poznaniu. Śluby wieczyste złożył 18 października 1936 r. na ręce kardynała założyciela.

## Kapłaństwo
3 czerwca 1939 r. Kontny przyjął święcenia kapłańskie w katedrze poznańskiej z rąk Czcigodnego Sługi Bożego kardynała Augusta Hlonda. Po święceniach wyjechał do Estonii, gdzie służył miejscowej Polonii. Gdy był Estonii, druga wojna światowa wybuchła. Pomimo otrzymania propozycji wyjazdu do Finlandii Kontny jednak zdecydował się na powrót do Polski.

## Druga wojna światowa
13 września 1939 r. Kontny przybył do Łucka. Tam dołączył do swego kolegi kursowego, ks. Alojzy Dudek. Razem służyli w miejscowej katedrze do 30 września 1939 r. Następnie udali się do Tychów.
Kontny zamieszkał w swoim rodzinnym domu w Paprocanach, pełniąc posługę duszpasterską w miejscowej kaplicy. Pracował też nad jej odnowieniem.
28 maja 1941 r. został aresztowany za działalność patriotyczną i duszpasterską. Był osadzony w więzieniu w Mikołowie. Zwolniony po dwóch tygodniach, został zmuszony do przeniesienia się do Lędzin, gdzie pełnił posługę w miejscowej parafii.
28 stycznia 1945 r. do Lędzin wkroczyła radziecka Armia Czerwona, wypierając wojska hitlerowskie. Dzięki biegłej znajomości języka rosyjskiego Kontny wynegocjował powrót 70 jeńców wojennych do ich domów. Byli to żołnierze wcieleni do armii niemieckiej, których domy pierwotnie znajdowały się na terenie II RP.

## Śmierć i pogrzeb
1 lutego 1945 r. po porannej mszy dwie dziewczyny przybiegły do plebanii, szukając pomocy. Zostały wysłane przez matkę, aby wezwać pomoc przeciwko żołnierzom radzieckim, którzy próbowali porwać i zgwałcić dziewczyny. Kontny szybko pobiegł na miejsce, gdzie próbował negocjować z sowieckim oficerem. Radziecki oficer wyciągnął pistolet i zagroził, że zabije Kontnego, jeśli nadal będzie przeszkadzał. Kontny został pochwycony przez żołnierzy radzieckich, pobity, zastrzelony. Oficer radziecki zmusił mieszczan do pochowania Kontnego w miejscu, w którym został zastrzelony.
Po trzech dniach, gdy front przeniósł się na zachód, mieszczanie ekshumowali zwłoki Kontnego i zabrali je do miejscowego kościoła. 8 lutego 1945 r. odbył się uroczysty pogrzeb. Pomimo trudności w podróżowaniu i komunikacji z powodu wojny, na pogrzeb zebrał się duży tłum, w tym 10 księży. Głównym celebransem mszy był ks. Jan Wodarz. Homilię wygłosił ks. Jan Klyczka. Kontny został pochowany na miejscowym cmentarzu w Lędzinach w pobliżu kościoła św. Anny. Na jego nagrobku wyryto cytat nawiązujący do Ewangelii św. Jana. „Jak dobry pasterz oddał życie za swoje owce”.

## Proces beatyfikacyjny
Wkrótce po jego śmierci zaczęto wołać o beatyfikację ks. Kontnego. Ze względu na reżim komunistyczny w Polsce, po II wojnie światowej, początkowo nie podjęto prac nad otwarciem procesu beatyfikacyjnego. Po upadku komunizmu Towarzystwo Chrystusowe stara się otworzyć sprawę o jego beatyfikację, dodając jego imię do nowo rozpoczętego procesu grupowej „Męczenników Wschodu (komunizm 1917-1989)”. Ten proces jest w trakcie przygotowywania.
Wśród wielu aktów upamiętniających ofiarę i śmierć Kontnego, jego imieniem nazwano ulicę w Lędzinach.